# Kay (Familienname)
Kay ist ein englischer Familienname.

## Namensträger

### A
- Adam Kay (* 1980), britischer Comedy-Sänger, Mitglied des Duos Amateur Transplants
- Alan Kay (* 1940), US-amerikanischer Informatiker
- Alex J. Kay (* 1979), britischer Historiker
- Ally Kay (Alma Kolberg; 1894–1986), deutsche Stummfilmschauspielerin und Filmproduzentin
- Andrew Kay (1919–2014), US-amerikanischer Unternehmer und Erfinder
- Anna Kay (* 1999), britische Radrennfahrerin
- Anthony Kay (1926–1993), österreichisch-kanadischer Filmproduzent und Schauspieler, siehe Anthony Kramreither
- Archibald Kay (1860–1935), schottischer Landschaftsmaler
- Arthur Kay (1882–1969), Dirigent, Komponist, Arrangeur und Cellist

### B
- Ben Kay (* 1975), englischer Rugby-Union-Spieler
- Bernard Kay († 2014), britischer Schauspieler
- Billie Kay (* 1989), australische Wrestlerin, siehe Jessie McKay
- Birdie Reeve Kay (1907–1996), US-amerikanische Maschinenschreiberin und Schachspielerin
- Brian H. Kay (1944–2017), australischer Biologe

### C
- Charles Kay (Alfred Charles Piff; 1930–2025), britischer Schauspieler
- Charles Kay-Shuttleworth, 5. Baron Shuttleworth (* 1948), britischer Peer und Politiker
- Connie Kay (1927–1994), US-amerikanischer Jazzschlagzeuger
- Crystal Kay (* 1986), japanische Popsängerin

### D
- D.Kay (* 1979), österreichischer Musikproduzent
- David Kay (1940–2022), US-amerikanischer Politikwissenschaftler und Waffeninspektor
- Dianah Kay, spanisch-slowakische Sängerin
- Dominic Scott Kay (* 1996), US-amerikanischer Schauspieler, Filmregisseur und Drehbuchautor
- Dorothy Kay (1886–1964), südafrikanische Künstlerin
- Dusty Kay (1954–2024), US-amerikanischer Produzent und Drehbuchautor

### E
- Edward J. Kay (1898–1973), US-amerikanischer Filmkomponist
- Ella Kay (1895–1988), deutsche Politikerin (SPD)
- Emily Kay (* 1995), britische Radrennfahrerin

### F
- Fiede Kay (1941–2005), deutscher Sänger und Liedermacher

### G
- George Kay (1891–1954), englischer Fußballspieler und -trainer
- George Marshall Kay (1904–1975), US-amerikanischer Geologe und Hochschullehrer
- Georgi Kay (um 1993), britisch-australische Singer-Songwriterin und Schauspielerin
- Guy Gavriel Kay (* 1954), kanadischer Schriftsteller

### H
- Herbie Kay (1904–1944), US-amerikanischer Trompeter und Bandleader
- Hermann Kay (1839–1902), deutscher Genremaler
- Humphrey Kay (1923–2009), britischer Mediziner

### I
- I. J. Kay (* 1961), britische Schriftstellerin

### J
- Jane Holtz Kay (Jane Holtz; 1938–2012), US-amerikanische Architekturkritikerin
- Jay Kay (* 1969), englischer Musiker
- Johannes Kay (* 1995), deutscher Pferdesportler
- John Kay (Erfinder) (1704–1780), britischer Unternehmer und Erfinder
- John Kay (Karikaturist) (1742–1826), schottischer Karikaturist und Maler
- John Kay (Musiker) (Joachim Fritz Krauledat; * 1944), deutsch-kanadischer Rockmusiker
- John Kay (Ökonom) (* 1948), britischer Ökonom
- Johnny Kay (Fußballspieler) (John Leck Kay; 1857–1933), schottischer Fußballspieler
- Johnny Kay (Rennfahrer) (John Kapustinski; 1922–2008), US-amerikanischer Autorennfahrer
- Juliane Kay (1899–1968), österreichische Schriftstellerin

### K
- Katherine Kay Santos (* 1990), philippinische Weitspringerin

### L
- Lewis E. Kay (* um 1961), kanadischer Molekulargenetiker, Chemiker und Biochemiker
- Lily E. Kay (1947–2000), US-amerikanische Wissenschaftshistorikerin
- Liz Kay (Szenenbildnerin), US-amerikanische Szenenbildnerin
- Liz Kay (Sängerin) (Elizabeth Krul, * 1981), niederländische Sängerin

### M
- Manuela Kay (* 1964), deutsche Autorin und Journalistin
- Mary Ellen Kay (1929–2017), US-amerikanische Schauspielerin
- Melody Kay, US-amerikanische Schauspielerin
- Michael Kay (* 1951), englischer Programmierer

### N
- Neal Kay (* 1950), britischer DJ

### P
- Paul Kay (* 1934), US-amerikanischer Linguist und Anthropologe
- Peter Kay (* 1973), britischer Komiker

### R
- Reyon Kay (* 1986), neuseeländischer Inline-Speedskater und Eisschnellläufer
- Robbie Kay (* 1995), britischer Schauspieler

### S
- Sarah Kay (Romanistin) (* 1948), britische Romanistin und Hochschullehrerin
- Sarah Kay, Künstlername von Vivien Kubbos, australische Illustratorin
- Sarah Kay (Dichterin) (* 1988), US-amerikanische Dichterin
- Sarah Kay (Voltigiererin) (* 1993), deutsche Voltigiererin
- Sierra Kay (* 1990), US-amerikanische Musikerin und Model
- Stephen Kay (* 1963), neuseeländischer Schauspieler und Regisseur
- Sumela Kay (* 1986), kanadische Schauspielerin
- Susan Kay (* 1952), britische Schriftstellerin

### T
- Thomas B. Kay (1864–1931), US-amerikanischer Geschäftsmann und Politiker (Republikanische Partei)
- Tina Kay (* 1985), litauische Pornodarstellerin
- Tobias Kay (* 1971), deutscher Schauspieler
- Tony Kay (Anthony Herbert Kay; * 1937), englischer Fußballspieler

### U
- Ughtred Kay-Shuttleworth, 1. Baron Shuttleworth (1844–1939), britischer Politiker
- Ulysses Kay (1917–1995), US-amerikanischer Komponist

### V
- Virginia Kay, australische Filmproduzentin

### W
- Wanda Kay (* 1971), deutsche Sängerin
- Wendell P. Kay (1913–1986), US-amerikanischer Politiker (Demokratische Partei)

### Y
- Yana Kay (* 1970), lettische Sängerin, Mitglied von F.L.Y.